# Maliattha angustifascia
Maliattha angustifascia là một loài bướm đêm trong họ Noctuidae.